# Kreisjagdmeister
Ein Kreisjagdmeister ist ein durch die deutschen Landesjagdgesetze begründeter Ehrenbeamter des jeweiligen Bundeslandes, in dem sein Zuständigkeitsbereich liegt. Die Regelungen können je nach Landesjagdgesetz leicht variieren. 
Er wird aus den Reihen der Jägerschaft für fünf Jahre gewählt. Wahlberechtigt sind Jagdscheininhaber, die ihren Wohnsitz oder ein Jagdausübungsrecht im entsprechenden Bereich haben. Die Wahlen werden in der Regel durch die Kreisjägerschaften organisiert. Der Kreisjagdmeister tritt als Berater der Unteren Jagdbehörde auf und ist in mit der Jagd in Zusammenhang stehenden Fragen zu hören. Er erhält für seine Tätigkeit in der Regel eine Aufwandsentschädigung.